# 今治タオル工業組合
今治タオル工業組合（いまばりタオルこうぎょうくみあい）は、愛媛県内のタオルメーカーによる業界団体である。主に愛媛県今治市･西条市･松山市のタオルメーカーが加盟している。

## 沿革
- 1952年11月 - 中四国タオル調整組合を設立。
- 1958年6月 - 「四国タオル工業組合」に改組。
- 1964年8月 - 出資組合に移行。
- 1968年 - 愛媛県今治市旭町にタオル会館を建設し、事務所移転[1]。
- 1990年 - 株式会社今治繊維リソースセンターを設立。
- 1991年3月 - テクスポート今治が完成し、事務所移転。
- 1996年3月 - オリジナルタオル「ふわり」シリーズの発売開始[2]。
- 1997年3月 - ホームページを開設[3]。
- 1998年8月 - 「今治タオルフェア」を初開催[4]。
- 2001年
  - 5月 - 今治商店街にアンテナショップ「タオルショップSTIA」オープン[5]（2004年3月営業終了）。
  - 7月 - インターネットを活用した通販サイト「WEB-SHOP STIA」をホームページに開設[6]。
- 2003年4月 - 今治市と姉妹都市提携を結ぶ群馬県太田市にタオルショップ「タオルファクトリーいまばり」オープン(2006年8月閉店)[7]。
- 2004年3月 - 今治織物歴史資料&体験学習室がテクスポート今治内にオープン[8]。
- 2006年 - 「今治タオルプロジェクト」開始（後述）。
- 2011年5月 - 今治タオル今治国際ホテル店オープン。
- 2012年
  - 3月 - 今治タオル本店リニューアルオープン。
  - 4月 - 今治タオル工房館をリニューアルオープン。
  - 6月 - 今治タオル南青山店オープン。
- 2013年8月 - タオル会館の取り壊しに伴い、組合が運営していた四国グランドホテルの営業を終了[9]。
- 2016年3月 - 今治タオル松山エアポートストア（松山空港内）オープン。
- 2017年1月 - 「今治タオル工業組合」に改組。
- 2022年4月 - タオル業界の製造技術者を育成する今治タオルアカデミー開講[10]。
- 2023年7月 - タオル縫製士を育成するタオル縫製士養成所を開所[11]。

## 組合員数
1976年のピーク時には500社のタオルメーカーが加盟していた。しかし、1990年代から2000年代にかけて安価な中国･ベトナム産タオルの輸入が急増しタオルメーカーの倒産･撤退が相次ぎ、2016年で110社、2019年で104社、2022年4月では95社まで減少している。

## 主な加盟企業
- IKEUCHI ORGANIC
- 今治繊維リソースセンター
- 菅英紋織
- 楠橋紋織
- 工房織座
- コンテックス
- 城南織物
- 田中産業
- 田ノ窪タオル工業
- 丹後
- 壷内タオル
- 中忠(令和4年12月12日以降、会員企業ではない）
- ハートウエル
- 藤高
- 七福タオル
- 正岡タオル
- 丸栄タオル
- 丸山タオル
- みやざきタオル
- 吉井タオル

## 主な取り組み

### セーフガード発動の申請
中国の安価なタオルが輸入する中で、少しでも輸入に歯止めをかけるために輸入によって産地が窮地に追い込まれる事を告知する目的に2000年7月に決起大会を開催し、さらに同じタオル産地である泉州と足並みをそろえて同時デモを決行した。
2001年2月には日本タオル工業組合の要望として、中国とベトナムから輸入されるタオル製品に対するセーフガードの発動を経済産業省に申請したが、セーフガードの発動は4度の決定見送りを経て、2004年4月に調査が打ち切られた。

### 今治タオルプロジェクト

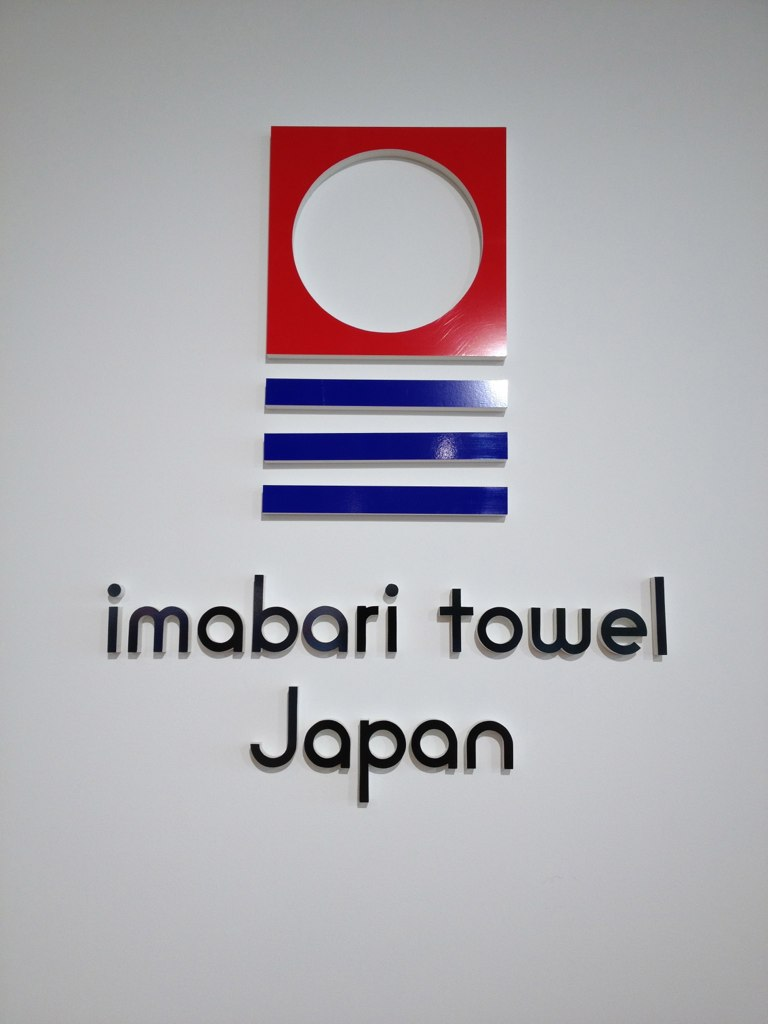
「今治タオル」ロゴマーク

安価な海外製品の流入などにより産地としての存続が危ぶまれる中、2006年より「今治タオルプロジェクト」が進められている。中小企業庁、日本商工会議所、全国商工会連合会の3団体の共同運営による「JAPANブランド育成支援事業」として2006年から3年間（実際には1年延長され、4年間となった）支援を受け、今治タオルブランド構築を通して、地場産業振興を目指すというものであった。2010年以降は自主展開による拡大期としてブランド維持を目指している。クリエイティブ・ディレクターの佐藤可士和が総合プロデューサーを務めている。
組合で基準を設け基準をクリアした製品に対し「今治タオル」のブランドマーク＆ロゴを付与している。なお、「今治タオル」は組合の商標登録である。また、2007年より今治商工会議所と共同でタオルに関する知識などを問うタオルソムリエ資格試験の実施や国内外の見本市への出展など様々な取り組みが行われている。
また、タオル製造の人材育成のための取り組みとして、2011年9月より今治タオル工業組合社内技能検定が実施されている。2011年11月には厚生委労働省の社内検定認定制度に基づき検定として認定を受けた。認定は四国初で、タオル関係では全国初となった。
プロジェクトの経過
- 2006年6月 - 今治タオルプロジェクトが「JAPANブランド育成支援事業」に採択される。
- 2007年
  - 2月 - 今治タオルプロジェクト展で、「今治タオル」のロゴマークを発表。
  - 6月 - 「今治見本帳100」（100種類の織り方を集めたサンプル）を発表[18]。
  - 7月 - 「今治タオル」を商標登録（地域団体商標）[19]。
  - 9月 - タオルソムリエ資格試験を開始。伊勢丹新宿店での常設販売開始。
- 2008年10月 - 第1回タオルマイスター叙任式を実施し、4名を叙任[20]。
- 2009年9月 - フィンランドの見本市「ハビターレ09」に出展。
- 2010年10月 - 今治タオルブランドマニュアルを作成。
- 2011年
  - 1月 - イタリアの見本市「macef展」に出展。
  - 8月 - 中国の見本市「第6回上海国際ギフト展」に出展。
  - 9月 - タオルの製造現場で働く従業員などを対象に技能検定試験を初実施[21]。
- 2012年6月 - 今治タオル南青山店がオープン[22]。
- 2013年11月 - 台湾のスイーツイベントに出展（台湾でのイベント出展は初）[23]。

ブランディングの効果によって1991年から減少し続けていた今治のタオル生産量は2009年の9,381トンを底に増加に転じ、2016年には12,036トンと2009年から約28％増加した。また四国経済産業局および今治タオル工業組合の調査では、今治タオルの認知度はプロジェクト開始前の2004年の36.6%から、2012年には71%へと上昇した。

### ベトナム人技能実習生の過酷労働問題への対応
2019年6月24日、NHKのドキュメンタリー番組「ノーナレ」にて、今治市のタオル工場におけるベトナム人技能実習生の過酷な労働環境の実態が伝えられた。番組では該当工場で働いていたベトナム人女性が、過度な長時間労働や残業代未払い、劣悪な住環境などの人権侵害を告発した。この放送を受け、twitterでは批判が高まり抗議運動として「#今治タオル不買」のハッシュタグが作成・拡散された。
この事態に今治タオル工業組合が6月26日、ホームページ上に声明を出し、NHKで放送された工場は組合に加盟している企業ではないとしたものの、組合等の下請け企業の工場であったことを認め、社会的・道義的責任を重く受け止めた上で、技能実習生の労働環境の改善と法令遵守等の徹底の強化を図るとした。組合ではその後、コンプライアンス体制の確立と強化を図るための組織として「今治タオルコンプライアンス委員会」を立ち上げた他、コンプライアンスの徹底を確実なものにするため『今治タオルブランド商品認定事業規約』並びに『商標「今治タオル」の使用規程』を改正を行うなどの対策を行っている。
一方で、NHKの番組では問題の工場の具体的な企業名が放送されなかったため、一部映像を根拠にSNSでは問題の企業が今治タオル工業組合に加盟する「森清タオル・オルネット」ではないかとの誤った憶測が拡散され中傷が相次いだ。オルネットは「当社ではない」「技能実習生の雇用はしていない」と否定する声明を出し、問題の工場は2016年から別の企業に賃貸で貸している物件であるが、その企業との事業での関与は一切ないと説明した。また、公的機関の適切な調査があれば協力するとした上で、現在の対応として「賃貸契約者に事実確認をとっておりますが、NHKの放送内容と主張が相違している箇所がある」とも主張し、番組を放送したNHKに対しては「放送内容のいくつかは作り込まれたものであると発覚」したとし、BPOに抗議すると発表した。